# Паолі (Індіана)
Паолі (англ. Paoli) — місто (англ. town) в США, в окрузі Орандж штату Індіана. Населення — 3666 осіб (2020).

## Географія
Паолі розташоване за координатами 38°33′24″ пн. ш. 86°28′14″ зх. д. / 38.55667° пн. ш. 86.47056° зх. д. (38.556675, -86.470437).  За даними Бюро перепису населення США в 2010 році місто мало площу 9,73 км², з яких 9,70 км² — суходіл та 0,04 км² — водойми.

## Демографія
Згідно з переписом 2010 року, у місті мешкало 3677 осіб у 1484 домогосподарствах у складі 923 родин. Густота населення становила 378 осіб/км².  Було 1645 помешкань (169/км²).
Расовий склад населення:
| - 97,7 % — білих - 0,3 % — чорних або афроамериканців - 0,3 % — азіатів - 0,2 % — корінних американців |

До двох чи більше рас належало 1,0 %. Частка іспаномовних становила 1,3 % від усіх жителів.
За віковим діапазоном населення розподілялося таким чином: 23,8 % — особи молодші 18 років, 58,7 % — особи у віці 18—64 років, 17,5 % — особи у віці 65 років та старші. Медіана віку мешканця становила 39,7 року. На 100 осіб жіночої статі у місті припадало 93,3 чоловіків;  на 100 жінок у віці від 18 років та старших — 89,2 чоловіків також старших 18 років.
Середній дохід на одне домашнє господарство  становив 40 774 долари США (медіана — 31 971), а середній дохід на одну сім'ю — 55 489 доларів (медіана — 48 125). Медіана доходів становила 40 586 доларів для чоловіків та 30 667 доларів для жінок. За межею бідності перебувало 19,6 % осіб, у тому числі 22,0 % дітей у віці до 18 років та 10,3 % осіб у віці 65 років та старших.
Цивільне працевлаштоване населення становило 1476 осіб. Основні галузі зайнятості: освіта, охорона здоров'я та соціальна допомога — 20,0 %, мистецтво, розваги та відпочинок — 16,3 %, виробництво — 12,4 %, будівництво — 10,7 %.

## Персоналії
```
* 
Маргарет Гамільтон
 (*1936) — американська науковиця у галузі інформатики, інженер систем і власниця бізнесу.
```